# Coleophora telonica
Coleophora telonica là một loài bướm đêm thuộc họ Coleophoridae. Nó được tìm thấy ở miền nam Pháp.
Ấu trùng ăn Alyssum spinosum. Chúng làm tổ lá màu hơi xám dài 9 mm, góc miệng khoảng 50-60°.